# Destiny's Child
Destiny's Child was een Amerikaanse r&b- en popgroep. Het is een van de bestverkochte vrouwelijke artiestengroep aller tijden met meer dan 50 miljoen verkochte platen wereldwijd. Sinds 2000 bestond de groep uit Beyoncé Knowles, Kelly Rowland en Michelle Williams.

## Geschiedenis

### Beginjaren (1997-2000)
Destiny's Child bestond in de eerste jaren uit Beyoncé Knowles, LaTavia Roberson, Nikki Taylor en Nina Taylor. In de verdere beginjaren naast Beyoncé en Kelly Rowland uit LeToya Luckett en LaTavia Roberson. De vader van Beyoncé (Mathew Knowles) trainde de vier zangeressen als kinderen al hoe ze hun stem als zangeres moesten gebruiken. Beyoncé hield zich al veel bezig met de choreografie van de groep. Destiny's Child deed voor hun doorbraak al diverse malen mee aan talentenjachten, maar een platencontract bleef uit.
Uiteindelijk bood Sony Music Entertainment hen een contract aan en begonnen vrijwel meteen de opnames van het debuutalbum. Dat album, simpelweg Destiny's Child geheten, verscheen in 1998 en werd goed verkocht doordat de single No, No, No met Wyclef Jean een grote hit werd. De andere singles van het album deden vrij weinig daarna en de band raakte in de vergetelheid. In 1999 sloeg de band terug met het tweede album, The Writing's on the Wall, een plaat die barstte van het hitgeluid van dat moment en waarop Beyoncé zich liet zien als zangeres, songwriter en producer. Het was duidelijk dat zij het grote brein achter Destiny's Child was. Het album werd een wereldwijde bestseller en zorgde ervoor dat Destiny's Child een blijvertje was. De eerste single Bills, Bills, Bills werd een grote hit.

### Topjaren (2000-2004)
Door een conflict met Mathew Knowles besloten LeToya en LaTavia in 2000 met Destiny's Child te stoppen. Dit omdat ze vonden dat Beyoncé werd voorgetrokken door haar vader. Kelly en Beyoncé besloten om verder te gaan met twee andere leden. Dit waren Michelle Williams en Farrah Franklin. Farrah verliet de groep korte tijd later alweer omdat ze het gevoel had dat ze slecht behandeld werd, zoals ze zelf heeft vermeld in The Millionaire Matchmaker. Intussen waren de nummers Say My Name en Jumpin' Jumpin' grote hits geworden. Toen Farrah de groep verliet, werd besloten dat Destiny's Child voortaan als trio verder zou gaan, dus met Beyoncé, Kelly en Michelle.
Als trio bracht Destiny's Child in 2000 het nummer Independent Women uit, opgenomen voor de film Charlie's Angels. Het nummer werd een bestseller. Intussen werkte de band in de studio aan hun derde album dat uiteindelijk medio 2001 het levenslicht zag: Survivor was de titel. Op het album stonden de hits Survivor, Bootylicious, Nasty Girl en Emotion. Van het album werden ongeveer 8 miljoen exemplaren verkocht.
Na een uitgebreide wereldtournee besloot Destiny's Child het wat rustiger aan te doen. Velen dachten dat het einde van de band nabij was, maar de zangeressen verklaarden slechts een rustpauze in te lassen. Tijdens die pauze maakten de leden afzonderlijk enkele singles en albums. Beyoncé had - zoals we achteraf kunnen constateren - het grootste succes hiermee. In 2004 keerde Destiny's Child als trio terug met het album Destiny Fulfilled. De singles Lose My Breath, Soldier, Girl en Cater 2 U werden grote hits. Ondanks het nieuwe succes kwamen er steeds meer geruchten dat de band er binnenkort mee zou stoppen.

### Afscheid (2005)
Op 13 juni 2005 - Destiny's Child zat midden in hun laatste tournee - werd bekend dat de groep uit elkaar zou gaan. Er was geen sprake van ruzie, maar de zangeressen vonden het tijd om ermee te stoppen en wilden ieder hun eigen weg gaan. In België namen ze afscheid van hun fans met een concert in de Ethias Arena in Hasselt. In november werd nog even een verzamelalbum van de band uitgebracht, #1's, om het afscheid te vieren. Dit album met muzikale hoogtepunten kwam uit in oktober 2005 en bevatte hun grootste hits plus 3 gloednieuwe tracks Feel The Same Way I Do, Stand Up For Love en Check On It van Beyoncé. Van #1's zijn tot nu toe ongeveer 2,5 miljoen exemplaren verkocht.
Destiny's Child nam in juni 2005 definitief afscheid van zijn fans in het Amerikaanse programma Jimmy Kimmel. Ze openden de show in zwarte avondjurken en brachten het nummer Stand up for love ten gehore. Tijdens de show was er veel interactie met het publiek, dat hoofdzakelijk uit echte fans bestond. Ook werden de zangeressen op de proef gesteld over hun verleden als muzikaal trio, door middel van een 'Destiny's Challenge'. De meisjes verloren het echter tegen superfan Cherry, die meer over hen wist dan zijzelf. Aan het eind van de avond showde Beyoncé nog de laatste creaties uit haar kledinglijn 'House of Deréon'. De zangeressen sloten de avond af met het nummer Survivor, dat de fans nog even een duwtje in de rug gaf nu ze een toekomst tegemoet gaan zonder nieuwe hits van Destiny's Child.
De groep bracht in maart 2006 nog een dvd uit, Destiny's Child: Live in Atlanta. Op deze dvd staat een optreden vastgelegd van Destiny's Child tijdens de Destiny Fulfilled and Lovin' It Tour in de Verenigde Staten. Op de dvd staan ook nog 3 nieuwe solonummers van de dames en nog vele extra's.
Begin juli 2012 maakte de vader van Beyoncé bekend dat er nieuw materiaal van de groep zou uitkomen. Eerder opgenomen materiaal zou verdeeld worden over twee albums, waardoor Destiny's Child aan zijn contractuele verplichtingen jegens de platenmaatschappij zou voldoen. Op 29 januari 2013 kwam er een nieuw album uit van de groep, met één nieuw nummer: Nuclear. Een paar dagen later, tijdens de Super Bowl XLVII, trad Destiny's Child nog een keer gezamenlijk op. Ze zongen Bootylicious, Independent Women en Beyoncé's Single Ladies.

## Discografie

### Albums
| Album met eventuele hitnotering(en) in de Nederlandse Album Top 100 | Datum van verschijnen | Datum van binnenkomst | Hoogste positie | Aantal weken | Opmerkingen |
| ------------------------------------------------------------------- | --------------------- | --------------------- | --------------- | ------------ | ----------- |
| Destiny's Child                                                     | 1998                  | 21-03-1998            | 30              | 12           |             |
| The Writing's on the Wall                                           | 1999                  | 07-08-1999            | 3               | 94           |             |
| Survivor                                                            | 2001                  | 05-05-2001            | 1               | 46           |             |
| 8 Days of Christmas                                                 | 2001                  | 15-12-2001            | 24              | 4            |             |
| This Is the Remix                                                   | 2002                  | 30-03-2002            | 27              | 9            |             |
| Destiny Fulfilled                                                   | 2004                  | 20-11-2004            | 4               | 30           |             |
| #1's                                                                | 2005                  | 29-10-2005            | 31              | 19           |             |

| Album met hitnotering(en) in de Vlaamse Ultratop 200 albums | Datum van verschijnen | Datum van binnenkomst | Hoogste positie | Aantal weken | Opmerkingen |
| ----------------------------------------------------------- | --------------------- | --------------------- | --------------- | ------------ | ----------- |
| The Writing's on the Wall                                   | 1999                  | 14-08-1999            | 8               | 66           |             |
| Survivor                                                    | 2001                  | 05-05-2001            | 1(2wk)          | 35           |             |
| This Is the Remix                                           | 2002                  | 30-03-2002            | 24              | 4            |             |
| Destiny Fulfilled                                           | 2004                  | 20-11-2004            | 13              | 35           |             |
| #1's                                                        | 2005                  | 29-10-2005            | 9               | 17           |             |

### Singles
| Single met eventuele hitnotering(en) in de Nederlandse Top 40 | Datum van verschijnen | Datum van binnenkomst | Hoogste positie | Aantal weken | Opmerkingen                   |
| ------------------------------------------------------------- | --------------------- | --------------------- | --------------- | ------------ | ----------------------------- |
| No, No, No                                                    | 1998                  | 14-03-1998            | 3               | 12           | met Wyclef Jean / Alarmschijf |
| With Me                                                       | 1998                  | 20-06-1998            | tip             | -            | met JD                        |
| Get on the Bus                                                | 1999                  | 20-02-1999            | 15              | 7            | met Timbaland                 |
| Bills, Bills, Bills                                           | 1999                  | 24-07-1999            | 8               | 9            | Alarmschijf                   |
| Bug a Boo                                                     | 1999                  | 23-10-1999            | 4               | 10           | Alarmschijf                   |
| Say My Name                                                   | 2000                  | 04-03-2000            | 4               | 13           |                               |
| Jumpin', Jumpin'                                              | 2000                  | 22-07-2000            | 5               | 10           | Alarmschijf                   |
| Independent Women (Part 1)                                    | 2000                  | 11-11-2000            | 2               | 14           | Alarmschijf                   |
| Survivor                                                      | 2001                  | 07-04-2001            | 2               | 12           | Alarmschijf                   |
| Bootylicious                                                  | 2001                  | 07-07-2001            | 3               | 12           | Alarmschijf                   |
| Emotion                                                       | 2001                  | 13-10-2001            | 7               | 14           | Alarmschijf                   |
| 8 Days of Christmas                                           | 2001                  | 05-01-2002            | 7               | 2            |                               |
| Nasty Girl                                                    | 2002                  | 23-03-2002            | 23              | 6            |                               |
| Lose My Breath                                                | 2004                  | 06-11-2004            | 4               | 13           |                               |
| Soldier                                                       | 2005                  | 05-02-2005            | 10              | 8            | met T.I. & Lil Wayne          |
| Girl                                                          | 2005                  | 30-04-2005            | 11              | 8            | Alarmschijf                   |
| Cater 2 U                                                     | 2005                  | 27-08-2005            | tip7            | -            |                               |
| 8 Days of Christmas                                           | 2016                  | -                     |                 |              | Nr. 58 in de Single Top 100   |

| Single met hitnotering(en) in de Vlaamse Ultratop 50 | Datum van verschijnen | Datum van binnenkomst | Hoogste positie | Aantal weken | Opmerkingen          |
| ---------------------------------------------------- | --------------------- | --------------------- | --------------- | ------------ | -------------------- |
| Bills, Bills, Bills                                  | 1999                  | 14-08-1999            | 8               | 13           |                      |
| Bug A Boo                                            | 1999                  | 13-11-1999            | 24              | 13           |                      |
| Say My Name                                          | 2000                  | 25-03-2000            | 19              | 12           |                      |
| Jumpin' Jumpin'                                      | 2000                  | 12-08-2000            | 31              | 9            |                      |
| Independent Women (Part 1)                           | 2000                  | 18-11-2000            | 3               | 15           |                      |
| Survivor                                             | 2001                  | 07-04-2001            | 5               | 12           |                      |
| Bootylicious                                         | 2001                  | 14-07-2001            | 9               | 14           |                      |
| Emotion                                              | 2001                  | 27-10-2001            | 19              | 14           |                      |
| Nasty Girl                                           | 2002                  | 30-03-2002            | 31              | 5            |                      |
| Lose My Breath                                       | 2004                  | 06-11-2004            | 1(1wk)          | 19           |                      |
| Soldier                                              | 2005                  | 26-02-2005            | 18              | 9            | met T.I. & Lil Wayne |
| Girl                                                 | 2005                  | 14-05-2005            | 26              | 5            |                      |
| Cater 2 U                                            | 2005                  | 01-10-2005            | tip18           | -            |                      |

### Dvd's
| Dvd's met hitnoteringen in de Nederlandse DVD Music Top 30 | Datum van verschijnen | Datum van binnenkomst | Hoogste positie | Aantal weken | Opmerkingen |
| ---------------------------------------------------------- | --------------------- | --------------------- | --------------- | ------------ | ----------- |
| World tour                                                 | 2003                  | 19-07-2003            | 5               | 9            |             |
| Live in Atlanta                                            | 2006                  | 08-04-2006            | 4               | 17           |             |